# Iris cycloglossa
Iris cycloglossa är en irisväxtart som beskrevs av Per Erland Berg Wendelbo. Iris cycloglossa ingår i släktet irisar, och familjen irisväxter.
Artens utbredningsområde är Afghanistan. Inga underarter finns listade i Catalogue of Life.